# Dans l'œil d'un tueur
Pour plus de détails, voir Fiche technique et Distribution.
Dans l'œil d'un tueur (My Son, My Son, What Have Ye Done?) est un film germano-américain réalisé par Werner Herzog, sorti en 2009.
Produit par David Lynch, le film a été inspiré par l'histoire réelle du parricide Mark Yavorsky.

## Synopsis
À San Diego, les détectives Havenhurst (Willem Dafoe) et Vargas (Michael Peña) se rendent en voiture pour intervenir. Brad Macallam joue le personnage d'un parricide dans Électre de Sophocle, une pièce de théâtre issue du répertoire grec. La réalité rejoindra la fiction.

## Fiche technique
- Titre original : My Son, My Son, What Have Ye Done?
- Titre français : Dans l'œil d'un tueur
- Réalisation : Werner Herzog
- Scénario : Werner Herzog, Herbert Golder (en)
- Photographie : Peter Zeitlinger
- Musique : Ernst Reijseger

## Distribution
- Michael Shannon : Brad Macallam
- Grace Zabriskie : Madame Macallam

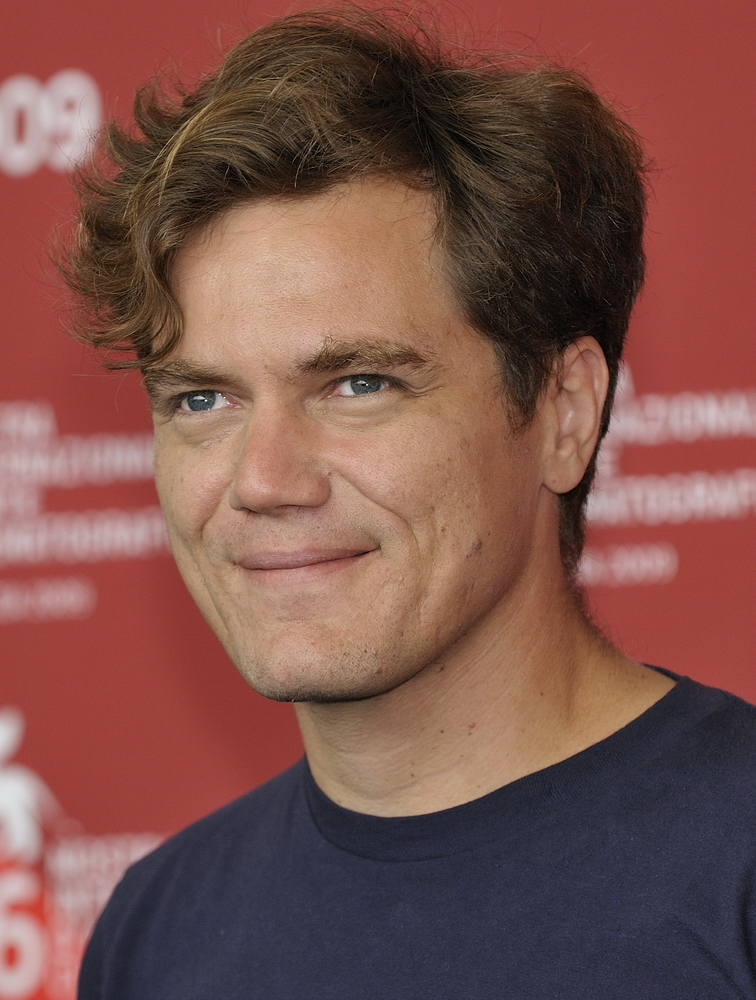
L'acteur principal Michael Shannon à la première du film à la Mostra de Venise 2009.

- Willem Dafoe : le détective Havenhurst
- Chloë Sevigny : Ingrid Gudmundson
- Loretta Devine : Mademoiselle Roberts
- Irma P. Hall : Madame Roberts
- Michael Peña : le détective Vargas
- Brad Dourif : l'oncle Ted
- Udo Kier : Lee Meyers
- Verne Troyer : l'acteur minuscule pour la publicité sur la souche
- Dave Bautista : un officier de l'équipe des SWAT
- James C. Burns : le lieutenant Brown, commandant des SWAT

## Le film vu par Herzog
Herzog décrit le film comme « un film d'horreur sans sang, ni gore, ni tronçonneuse, mais avec une étrange et anonyme peur rampante en vous ».

## Production

### Genèse
Le film a été conçu et écrit en 1995, mais Herzog et le coscénariste Herbert Golder n'ont trouvé personne pour le produire. David Lynch fut finalement intéressé et la production, prévue pour débuter à l'été 2008, fut reportée en faveur de Bad Lieutenant : Escale à La Nouvelle-Orléans, aussi de Werner Herzog. Le tournage a finalement débuté en mars 2009 aux environs de la ville de San Diego, en Californie.

## Le fait divers
Dans les années 1970, une femme a été poignardée à San Diego par son fils, Mark Yavorsky, l'arme étant une antique épée.

## Accueil

### Critique
Sur l'agrégateur américain Rotten Tomatoes, le film récolte 49 % d'opinions favorables pour 41 critiques. Sur Metacritic, il obtient une note moyenne de 59⁄100 pour 13 critiques.

## Distinctions
Le film a été présenté en sélection officielle en compétition au 66e Festival international du film de Venise, simultanément avec Bad Lieutenant : Escale à La Nouvelle-Orléans. C'est la première fois que deux films du même réalisateur sont présentés la même année en compétition dans ce festival.